# Erämaan viimeinen
Erämaan viimeinen è un singolo della band symphonic metal finlandese Nightwish, pubblicato nel 2007. Il pezzo ha la stessa base musicale della canzone (strumentale) Last of the Wilds contenuta nell'album Dark Passion Play, ma con un testo in finlandese cantato dalla cantante delle Indica Johanna "Jonsu" Salomaa.
Il brano differisce da Last of the Wilds anche per altri particolari, quali l'assenza del rumore delle onde, nell'intro, e del kantele nella parte finale, entrambi effetti presenti invece in Last of the Wilds.
Il singolo non è mai stato pubblicato al di fuori della Finlandia, similmente al precedente Kuolema tekee taiteilijan.
Erämaan viimeinen ha raggiunto il primo posto nelle classifiche finlandesi.

## Tracce
1. Erämaan viimeinen (feat. Jonsu) – 5:11
2. Erämaan viimeinen (versione strumentale) – 5:40